# Martin Cummins
Martin Cummins (North Delta, 28 november 1969) is een Canadees acteur.

## Carrière
Nadat Cummins was afgestudeerd aan de Vancouver Actors Studio kreeg hij in 1989 zijn eerste rol als gastheer in de tienerserie Pilot One. Hij was eveneens te zien in enkele televisieshows en kreeg toen een vaste rol als Nick Boyle in de Amerikaanse tv-serie Poltergeist: The Legacy uit 1996.
Cummins regisseerde in 2000 zijn eigen film genaamd We All Fall Down, een film die is gebaseerd op zijn eigen levenservaringen.
Hij verscheen als acteur ook in andere films en series, waaronder Dark Angel, Stargate SG-1, Friday the 13th, Life As We Know It en de film Omen IV: The Awakening. Vanaf 2014 heeft Cummins een vaste rol als Henry Gowen in de serie When Calls the Heart, en hij speelt in de serie Riverdale de rol van sheriff Keller.
Cummins won in 2000 de jaarlijkse 'Genie Award'-prijs voor beste ondersteunende rol.

## Filmografie
- Friday the 13th Part VIII: Jason Takes Manhattan (1989) - Wayne Webber
- Cyberteens in Love (1994) - Kon
- Love Come Down (2000) - Matthew Carter
- We All Fall Down (2000) - Kris
- Liberty Stands Still (2002) - Russell Williams
- Ice Men (2004) - Vaughn
- 39: A Film by Carroll McKane (2006) - Carroll McKane
- Vice (2008) - Agent Arnaud
- Radio Rebel (2012) - Rob Adams
- Mr. Hockey: The Gordie Howe Story (2013) - Bill Dineen
- Down Here (2014) - Tim Brown
- The Christmas Shepherd (2014) - Mark Green
- Riverdale (2017) - Sheriff Keller
- Emma Fielding Mysteries (2017) - Tony Markham
- When Calls the Heart (2014 - heden) - Henry Gowen